# Campeonato Acreano
Campeonato Acreano - ligowe mistrzostwa brazylijskiego stanu Acre.

## Format
Pierwsza liga w roku 2006
- Pierwszy etap - Taça Cidade de Rio Branco

Drużyny podzielone na dwie grupy po 4 kluby - w każdej z grup kluby grają ze sobą każdy z każdym po jednym meczu. Po dwa najlepsze kluby z każdej z grup walczą o zwycięstwo w pierwszym etapie.
- Drugi etap

Tak samo rozgrywany jak pierwszy.
- Trzeci etap

Zwycięzca pierwszego etapu i zwycięzca drugiego etapu grają ze sobą mecz i rewanż, które decydują o tytule mistrza stanu Ace. Trzeci etap nie jest konieczny, jeśli ten sam klub wygra dwa pierwsze etapy.
Jak w całej Brazylii format rozgrywek zmienia się co rok.

## Kluby
Pierwsza liga 2006
- Atlético Acreano
- Andirá Esporte Clube
- Associação Desportiva Senador Guiomard (ADESG)
- Associação Desportiva Vasco da Gama
- Atlético Clube Juventus
- Independência Futebol Clube
- Rio Branco Football Club
- São Francisco Futebol Clube

## Lista mistrzów stanu Acre
- 1947 Rio Branco
- 1948 América
- 1949 América
- 1950 Rio Branco
- 1951 Rio Branco
- 1952 Atlético
- 1953 Atlético
- 1954 Independência
- 1955 Rio Branco
- 1956 Rio Branco
- 1957 Independência
- 1958 Independência
- 1959 Independência
- 1960 Rio Branco
- 1961 Rio Branco
- 1962 Atlético
- 1963 Independência
- 1964 Rio Branco
- 1965 Vasco da Gama
- 1966 Juventus
- 1967 Grêmio Atlético Sampaio
- 1968 Atlético
- 1969 Juventus
- 1970 Independência
- 1971 Rio Branco
- 1972 Independência
- 1973 Rio Branco
- 1974 Independência
- 1975 Juventus
- 1976 Juventus
- 1977 Juventus
- 1978 Rio Branco
- 1979 Rio Branco
- 1980 Juventus
- 1981 Juventus
- 1982 Rio Branco
- 1983 Rio Branco
- 1984 Juventus
- 1985 Juventus
- 1986 Juventus
- 1987 Atlético
- 1988 Rio Branco
- 1989 Juventus
- 1990 Juventus
- 1991 Atlético
- 1992 Rio Branco
- 1993 Independência
- 1994 Rio Branco
- 1995 Juventus
- 1996 Juventus
- 1997 Rio Branco
- 1998 Independência
- 1999 Vasco da Gama
- 2000 Rio Branco
- 2001 Vasco da Gama
- 2002 Rio Branco
- 2003 Rio Branco
- 2004 Rio Branco
- 2005 Rio Branco
- 2006 ADESG
- 2007 Rio Branco
- 2008 Rio Branco
- 2009 Juventus
- 2010 Rio Branco
- 2011 Rio Branco
- 2012 Rio Branco
- 2013 Plácido de Castro

### Kluby według liczby tytułów
- 28 - Rio Branco
- 15 - Juventus
- 10 - Independência
- 6 - Atlético
- 3 - Vasco da Gama
- 2 - América
- 1 - Grêmio Atlético Sampaio, ADESG, Plácido de Castro